# 型式認証制度 (自動車)
型式認証制度（かたしきにんしょうせいど）とは、日本国内で行われる自動車の型式認証の審査制度。自動車製作者等が新型の自動車等の生産又は販売を行う場合、一台ごとに新規検査せずとも良いよう検査の合理化を目的として、あらかじめ国土交通大臣に申請又は届出を行い、保安基準への適合性等について審査を受ける制度である。

## 概要
自動車の型式認証制度には、「型式指定制度」と「新型届出制度」がある。型式指定制度は、主に同一モデルが大量生産される乗用車に利用されるもので、現車による保安基準（ブレーキ、排気ガス、灯火器など）の適合性審査と品質管理（均一性）の審査に基づき、新規検査時の現車提示が省略される制度である。一方、新型届出制度は、主に、仕様が多様な大型トラック、バスに利用されるもので、現車による保安基準の適合性審査の結果を新規検査時に活用する制度である。日本では1951年（昭和26年）に施行された。
日本の自動車メーカーでは国より厳しい基準の試験を社内で行っているが、国による審査も別に必要である。

## 主な違反・不正事例
- 三菱自動車等の燃費試験における不正行為（2016年）[4]
- 日野自動車エンジン不正問題（2022年）[5]
- 豊田自動織機認証試験不正問題（2023年）[6]
- ダイハツ工業認証試験不正問題（2023年）[7]
- トヨタ自動車、マツダ、ヤマハ発動機、本田技研工業、スズキの型式指定申請における不正行為（2024年）[8]